# Waiwhango (rivière)
La rivière Waiwhango  (en anglais : Waiwhango River) est un cours d’eau du nord de la Péninsule de Coromandel, dans la région de Waikato de l’Île du Nord de la Nouvelle-Zélande.

## Géographie
Elle s’écoule vers le sud-ouest pour atteindre la petite baie de « Koputauaki sur le ’Hautapu Channel’ à cinq kilomètres au nord-ouest de la localité de Coromandel.
- (en) Land Information New Zealand, « détail emplacement: Waiwhango (rivière) », sur New Zealand Gazetteer